# Joanópolis
Joanópolis is een gemeente in de Braziliaanse deelstaat São Paulo. De gemeente telt 11.169 inwoners (schatting 2009).

## Aangrenzende gemeenten
De gemeente grenst aan Igaratá, Piracaia, São José dos Campos, Vargem, Camanducaia (MG) en Extrema (MG).